# Alex Fava
Alex Fava (23 de abril de 1989) es un deportista francés que compite en esgrima, especialista en la modalidad de espada.
Ganó una medalla de oro en el Campeonato Mundial de Esgrima de 2022 y dos medallas en el Campeonato Europeo de Esgrima, plata en 2018 y bronce en 2022.

## Palmarés internacional
| Campeonato Mundial | Campeonato Mundial | Campeonato Mundial | Campeonato Mundial |
| Año                | Lugar              | Medalla            | Prueba             |
| ------------------ | ------------------ | ------------------ | ------------------ |
| 2022               | El Cairo (Egipto)  | Medalla de oro     | Espada por equipos |
| Campeonato Europeo |                    |                    |                    |
| Año                | Lugar              | Medalla            | Prueba             |
| 2018               | Novi Sad (Serbia)  | Medalla de plata   | Espada por equipos |
| 2022               | Antalya (Turquía)  | Medalla de bronce  | Espada por equipos |